# Геология Техаса
Геология Техаса — геологические структуры Техаса, США.
Стратиграфия штата была в значительной степени под влиянием морских трансгрессивно-регрессивных циклов во время фанерозоя, с небольшим, но значительным вкладом тектонической активности конца кайнозойской эры, а также периода формирования горных массивов палеозойской эры.

## Общие данные
С юго-запада на северо-восток, от Ювалде до Тексарканы по Техасу проходит череда разломов, разделяя штат на две части. К юго-востоку от разлома верхние слои земли состоят в основном из песчаника и пластов глинистого сланца, возраст которых заметно уменьшается ближе к линии берега, что свидетельствует о том, что регрессия продолжается с конца мезозойской эры до настоящего времени. Прибрежные равнины находятся над соляными куполами, являющимися частью многих природных резервуаров нефти на территории штата.
К северо-западу от разлома находятся три плато: Стоктон, Эдуардс и Команчи. Этот пласт земной поверхности был поднят на возвышенность во время неогенового периода. Данная территория в центральном Техасе, простирающаяся от округа Брюстер на восток к округу Бехар и реке Ред-Ривер, богата залежами мела и известняка. Известняк является важным как с экономической точки зрения (используется в производстве цемента и непосредственно как строительный материал), так и с экологической — пористый известняк в холмистой местности центрального Техаса образует гигантский резервуар для воды, имеющий название Эдуардс. Этот резервуар является источником воды для миллионов растений, животных и людей в Техасе.
Почти в самом центре этих меловых пород находится возвышенность Льяно, состоящая из гнейса, сланцев и гранита докембрийского периода, окружённых палеозойскими осадочными породами. Гранит добывается для строительства, кроме того, здесь находится одна из достопримечательностей центрального Техаса — гранитная скала Энчантед рок.
От Сан-Саба на север до Чилдресс, и от Уичито-Фолс на востоке до Биг-Спринг на западе, поверхность состоит из морских отложений позднего палеозоя (пенсильванский период) и начала мезозоя (триасовый период). Эти слои молодеют с востока на запад, пока они не перекрываются терригенными породами подземного резервуара Огаллала, образовавшихся в периоды миоцена и плиоцена. Эти позднекайнозойские отложения доминируют на территории техасского выступа.
Геология на западе Техаса, возможно, является самой сложной в штате. На данной территории сочетаются породы мелового и пенсильванского периода и конгломерат четвертичного периода. С юго-востока на северо-запад по всему региону, от парка Биг-Бенд до Эль-Пасо, проходит серия разломов. Есть также обширные области вулканической породы. Горы Марафон к северо-востоку от национального парка Биг-Бенд представляют особый интерес для геологов, в разломах и разрушениях видны остатки древней горной гряды, созданной тем же процессом горообразования, который привел к созданию гор Уошито и Аппалачи.

## Исторические данные
Докембрийские метаморфические и магматические породы возвышенности Льяно скорее всего образовались в мезопротерозойскую эру горообразования Гренвилл, которое было частью появления суперконтинента Родинии. Со временем горы Гренвилл подверглись эрозии и их вершины стали плоскими, а затем, в период мезозоя и палеозоя, покрылись отложениями, которые оставались неизменными до недавних времен.
Палеозойские породы в Техасе, как правило, являются карбонатами. На западе имеется значительное количество кембрийского песчаника, а некоторые участки занимают сланцевые толщи девона и периода Миссисипи. Горы Уошито выросли по территории всего штата в течение пенсильванского периода, что обеспечило дополнительный источник отложения сланцев и песчаников, наряду с большим количеством морских отложений известняка.
Породы пермского периода являются самым известными в Техасе из эпохи палеозоя. Они широко распространены в северном Техасе, где их характерные красные слои эффектно смотрятся в каньоне Пало-Дуро. На востоке Техаса находятся слои, богатые нефтью (например, в Мидленде и Одессе). Этот богатый нефтью регион также известен под названием пермский бассейн. Пермский Техас был покрыт мелкими морями на западе, с полосой испарений на восток и север в Техасский выступ. Выдающиеся экспозиции пермских слоёв расположены в районе национального парка в горах Гуадалупе, геология в котором привела к определению нескольких пермских стратотипов. Регион является одним из лучших в мире для изучения пермского периода.
Слои раннего и среднего мезозоя в целом слабо представлены в Техасе. Почвы триасового периода представлены только песчаниками и сланцами в техасском выступе, а следов юрского периода на поверхности практически нет. Тем не менее этим временем датируется появление Мексиканского залива из раскола юго-востоку от гор Уошита. Солевые отложения и морской известняк под прибрежными равнинами являются породами юрского периода, во время которого формировались первые мелководные моря.
Следов позднего мезозоя гораздо больше. Меловые породы широко распространены как на поверхности, так и под прибрежными равнинами. Слои состоят из последовательностей массивного известняка, образовавшегося когда весь регион был погружен на дно внутренних морских путей в течение последней морской трансгрессии.
Западные внутренние моря исчезли с началом кайнозоя, который также оставил штрих на нынешней геологии Техаса. В течение этого времени сформированы современные прибрежные равнины, с более глубокими отложениями (возможно, до 15 км в глубину на береговой линии), повлиявшими на углубления Мексиканского залива.
Во время эоцена и олигоцена западный Техас был подвержен вулканическим извержениям, деятельность которых сформировала большинство современных рельефов местности. Позже растяжение земной коры создало ряд чередующихся горстов и грабенов, аналогичных провинции в западной части США. Рост Скалистых гор в позднем кайнозое привёл к отложению огромного осадка эродированных почв к востоку от них, образовав подземный резервуар воды Огаллала, который охватывает большую часть Техасского выступа. Создание большинства долин нынешних рек и каньонов штата происходило со времён плейстоцена по настоящее время, окончательно формируя геологию штата.

## Экономические аспекты
Техас является одним из ведущих штатов, производящих нефть с момента открытия нефтяного месторождения Спиндлтоп в 1901 году. Штат также производит уран. В последние годы штат начал производство ртути, серебра и меди.